# SN 2009hs
SN 2009hs – supernowa typu Ia odkryta 28 lipca 2009 roku w galaktyce NGC 6521. W momencie odkrycia miała maksymalną jasność 18,40m.